# Paris-Roubaix de 1977
A 75.ª edição da Paris-Roubaix teve lugar a 17 de abril de 1977 e foi vencida em solitário pelo belga Roger De Vlaeminck. Graças a esta quarta vitória converteu-se no corredor que mais vezes tem ganhado esta prova.

## Classificação final
| Posição | Ciclista            | Equipa                 | Tempo      |
| ------- | ------------------- | ---------------------- | ---------- |
| 1       | Roger de Vlaeminck  | Brooklyn               | 6h 11' 26" |
| 2       | Willy Teirlinck     | Gitane-Campagnolo      | + 1' 30"   |
| 3       | Freddy Maertens     | Flandria-Velda-Latina  | + 1' 39"   |
| 4       | Ronald de Witte     | Brooklyn               | m. t.      |
| 5       | Piet van Katwijk    | TI-Raleigh             | m. t.      |
| 6       | Jan Raas            | Frisol-Gazelle-Thirion | m. t.      |
| 7       | Willem Peeters      | IJsboerke-Colnago      | m. t.      |
| 8       | Dietrich Thurau     | TI-Raleigh             | m. t.      |
| 9       | Herman Van Springel | IJsboerke-Colnago      | m. t.      |
| 10      | Hennie Kuiper       | TI-Raleigh             | m. t.      |